# Draft de l'NBA del 2011
El Draft de l'NBA del 2011 es va celebrar el 23 de juny del 2011 al recinte del Prudential Center de la ciutat de Newark (Nova Jersey).

## Primera ronda
|  | Denota jugador que ha estat seleccionat com a mínim en un All-Star Game i un Millor cinc de l'NBA |
|  | jugador que ha estat seleccionat com a mínim en un All-Star Game                                  |
|  | jugador que ha estat seleccionat com a mínim en un All-Star Game                                  |

| Pick | Jugador            | Nacionalitat           | Equip NBA                                                                                        | Universitat/Club          |
| ---- | ------------------ | ---------------------- | ------------------------------------------------------------------------------------------------ | ------------------------- |
| 1    | Kyrie Irving       | Estats Units/Austràlia | Cleveland Cavaliers (desde L.A. Clippers)                                                        | Duke                      |
| 2    | Derrick Williams   | Estats Units           | Minnesota Timberwolves                                                                           | Arizona                   |
| 3    | Enes Kanter        | Turquia                | Utah Jazz (desde New Jersey)                                                                     | Kentucky                  |
| 4    | Tristan Thompson   | Canadà                 | Cleveland Cavaliers                                                                              | Texas                     |
| 5    | Jonas Valančiūnas  | Lituània               | Toronto Raptors                                                                                  | Lietuvos Rytas (Lituania) |
| 6    | Jan Veselý         | Txèquia                | Washington Wizards                                                                               | Partizan (Serbia)         |
| 7    | Bismack Biyombo    | R.D. del Congo         | Sacramento Kings (traspasado a Charlotte Bobcats)                                                | Fuenlabrada (España)      |
| 8    | Brandon Knight     | Estats Units           | Detroit Pistons                                                                                  | Kentucky                  |
| 9    | Kemba Walker       | Estats Units           | Charlotte Bobcats                                                                                | Connecticut               |
| 10   | Jimmer Fredette    | Estats Units           | Milwaukee Bucks (traspasado a Sacramento Kings)                                                  | BYU                       |
| 11   | Klay Thompson      | Estats Units           | Golden State Warriors                                                                            | Washington State          |
| 12   | Alec Burks         | Estats Units           | Utah Jazz                                                                                        | Colorado                  |
| 13   | Markieff Morris    | Estats Units           | Phoenix Suns                                                                                     | Kansas                    |
| 14   | Marcus Morris      | Estats Units           | Houston Rockets                                                                                  | Kansas                    |
| 15   | Kawhi Leonard      | Estats Units           | Indiana Pacers (traspasado a San Antonio Spurs)                                                  | San Diego State           |
| 16   | Nikola Vučević     | Montenegro             | Philadelphia 76ers                                                                               | USC                       |
| 17   | Iman Shumpert      | Estats Units           | New York Knicks                                                                                  | Georgia Tech              |
| 18   | Chris Singleton    | Estats Units           | Washington Wizards (desde Atlanta)                                                               | Florida State (Jr.)       |
| 19   | Tobias Harris      | Estats Units           | Charlotte Bobcats (desde New Orleans vía Portland; traspasado a Milwaukee Bucks)                 | Tennessee                 |
| 20   | Donatas Motiejūnas | Lituània               | Minnesota Timberwolves (desde Memphis vía Utah; traspasado a Houston Rockets)                    | Benetton Treviso (Italia) |
| 21   | Nolan Smith        | Estats Units           | Portland Trail Blazers                                                                           | Duke                      |
| 22   | Kenneth Faried     | Estats Units           | Denver Nuggets                                                                                   | Morehead State            |
| 23   | Nikola Mirotić     | Espanya                | Houston Rockets (desde Phoenix Suns vía Orlando Magic; traspasado a Chicago Bulls vía Minnesota) | Reial Madrid (España)     |
| 24   | Reggie Jackson     | Estats Units           | Oklahoma City Thunder                                                                            | Boston College            |
| 25   | Marshon Brooks     | Estats Units           | Boston Celtics (traspasado a New Jersey)                                                         | Providence (Sr.)          |
| 26   | Jordan Hamilton    | Estats Units           | Dallas Mavericks (desde Portland; traspasado a Denver)                                           | Texas                     |
| 27   | JaJuan Johnson     | Estats Units           | New Jersey Nets (desde L.A. Lakers; traspasado a Boston)                                         | Purdue                    |
| 28   | Norris Cole        | Estats Units           | Chicago Bulls (desde Miami vía Toronto; traspasado a Miami vía Minnesota)                        | Cleveland State           |
| 29   | Cory Joseph        | Canadà                 | San Antonio Spurs                                                                                | Texas                     |
| 30   | Jimmy Butler       | Estats Units           | Chicago Bulls                                                                                    | Marquette                 |

## Segona ronda
| Pick | Jugador                | Nacionalitat   | Equip NBA                                                            | Universitat/Club             |
| ---- | ---------------------- | -------------- | -------------------------------------------------------------------- | ---------------------------- |
| 31   | Bojan Bogdanović       | Croàcia        | Miami Heat (desde Minnesota; traspasado a New Jersey)                | Fenerbahçe Ülker (Turquía)   |
| 32   | Justin Harper          | Estats Units   | Cleveland Cavaliers (traspasado a Orlando)                           | Richmond                     |
| 33   | Kyle Singler           | Estats Units   | Detroit Pistons (desde Toronto)                                      | Duke                         |
| 34   | Shelvin Mack           | Estats Units   | Washington Wizards                                                   | Butler                       |
| 35   | Tyler Honeycutt        | Estats Units   | Sacramento Kings                                                     | UCLA                         |
| 36   | Jordan Williams        | Estats Units   | New Jersey Nets                                                      | Maryland                     |
| 37   | Trey Thompkins         | Estats Units   | Los Angeles Clippers (desde Detroit)                                 | Georgia                      |
| 38   | Chandler Parsons       | Estats Units   | Houston Rockets (desde L.A. Clippers)                                | Florida                      |
| 39   | Jeremy Tyler           | Estats Units   | Charlotte Bobcats (traspasado a Golden State Warriors)               | Tokyo Apache (Japón)         |
| 40   | Jon Leuer              | Estats Units   | Milwaukee Bucks                                                      | Wisconsin                    |
| 41   | Darius Morris          | Estats Units   | Los Angeles Lakers (desde Golden State Warriors vía New Jersey Nets) | Michigan                     |
| 42   | Dāvis Bertāns          | Letònia        | Indiana Pacers (traspasado a San Antonio Spurs)                      | Union Olimpija (Eslovenia)   |
| 43   | Malcolm Lee            | Estats Units   | Chicago Bulls (desde Utah; traspasado a Minnesota)                   | UCLA                         |
| 44   | Charles Jenkins        | Estats Units   | Golden State Warriors (desde Phoenix vía Chicago)                    | Hofstra                      |
| 45   | Josh Harrellson        | Estats Units   | New Orleans Hornets (desde Philadelphia; traspasado a New York)      | Kentucky                     |
| 46   | Andrew Goudelock       | Estats Units   | Los Angeles Lakers (desde New York Knicks)                           | Charleston                   |
| 47   | Travis Leslie          | Estats Units   | Los Angeles Clippers (desde Houston Rockets)                         | Georgia                      |
| 48   | Keith Benson           | Estats Units   | Atlanta Hawks                                                        | Oakland                      |
| 49   | Josh Selby             | Estats Units   | Memphis Grizzlies                                                    | Kansas                       |
| 50   | Lavoy Allen            | Estats Units   | Philadelphia 76ers (desde New Orleans Hornets)                       | Temple                       |
| 51   | Jon Diebler            | Estats Units   | Portland Trail Blazers                                               | Ohio State                   |
| 52   | Vernon Macklin         | Estats Units   | Detroit Pistons (desde Denver Nuggets vía Portland)                  | Florida                      |
| 53   | DeAndre Liggins        | Estats Units   | Orlando Magic                                                        | Kentucky                     |
| 54   | Milan Mačvan           | Sèrbia         | Cleveland Cavaliers (desde Oklahoma City vía Miami)                  | Maccabi Tel Aviv (Israel)    |
| 55   | E'Twaun Moore          | Estats Units   | Boston Celtics                                                       | Purdue                       |
| 56   | Chukwudiebere Maduabum | Nigèria        | Los Angeles Lakers (traspasado a Denver Nuggets)                     | Bakersfield Jam (D-League)   |
| 57   | Targuy Ngombo          | Rep. del Congo | Dallas Mavericks (traspasado a Portland)                             | Al Rayyan (Qatar)            |
| 58   | Ater Majok             | Austràlia      | Los Angeles Lakers (desde Miami Heat)                                | Gold Coast Blaze (Australia) |
| 59   | Ádám Hanga             | Hongria        | San Antonio Spurs                                                    | Albacomp (Hungría)           |
| 60   | Isaiah Thomas          | Estats Units   | Sacramento Kings (desde Chicago Bulls vía Milwaukee Bucks)           | Washington                   |